# Karla Nina Diedrich

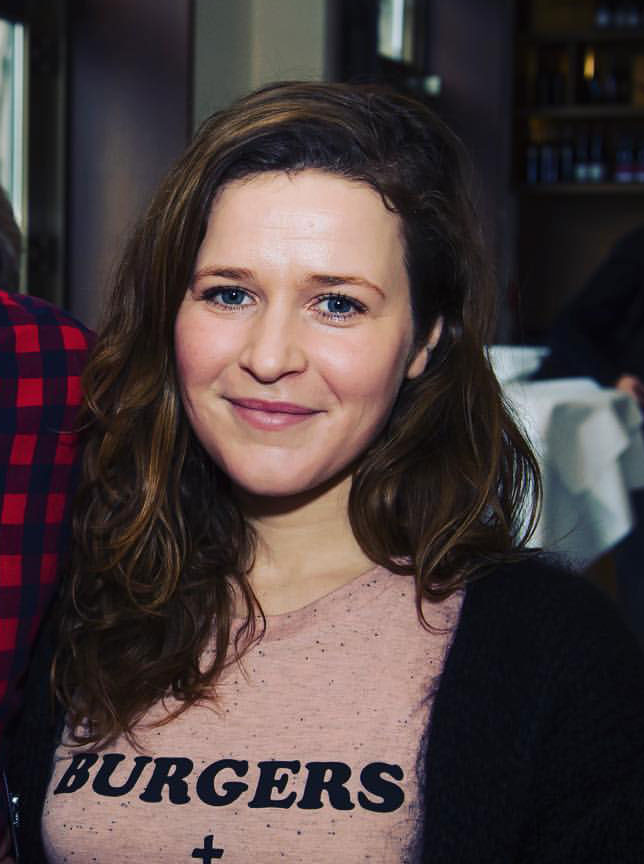
Karla Nina Diedrich (2017)

Karla Nina Diedrich (* 12. August 1983 in Ost-Berlin) ist eine deutsche Schauspielerin.

## Leben
Karla Nina Diedrich wuchs in Ostberlin auf und ging in Schweden zur Schule.
Während der Grundschule spielte sie zusammen mit ihrem Bruder für den Fernsehfilm Weiß wie Schnee, rot wie Blut der Ziegler Film von Bernd Böhlich ihre erste Kinderhauptrolle. Kurz darauf spielte sie eine Episodenhauptrolle in Die Kids von Berlin-Der verlorene Sohn unter der Regie von Markus Imboden.
Später wurde sie Ensemblemitglied des Friedrichstadtpalastes Berlin und wirkte dort bei mehreren Weihnachtsmusicals mit. Mit 17 Jahren zog sie nach Schweden und lebte dort 3 Jahre.
2004 zog sie nach Dänemark, um das European Filmcollege in Ebeltoft zu besuchen. Dort realisierte sie erste eigene Kurzfilme, einen der 15 Abschlussfilme und konzentrierte sich weiter auf das darstellende Spiel.
2006 spielte sie in dem Musikvideo Das absolute Glück von Peter Licht und wurde dort einer breiteren Masse bekannt. Es folgten Auftritte bei der SOKO Leipzig (Letzter Wille, Regie: Jörg Mielich), dem German Mumblecore Kinofilm Am Ende der Straße von Nils Strüven, der Reihe Jugendliebe mit Inka Bause, dem DFFB Film Skinny Love von Janin Halisch, der auf den 46. Internationalen Hofer Filmtagen Premiere feierte. Sie ist außerdem aus der Coke Zero-Werbung mit Manuel Neuer bekannt.
Theatererfahrungen sammelte sie bei La dernière Crise von Vanessa Stern in den Sophiensælen, wo sie unter anderem einen eigenen komischen Monolog verfasste sowie bei Hilda von Benjamin Kiss im Hau und beim Brechtfestival in Augsburg.
Seit 2013 pendelt sie zwischen Dänemark und Deutschland, spricht fließend Dänisch und wirkt in dänischen Filmproduktionen mit.
2016 spielte sie In aller Freundschaft – Die jungen Ärzte als Episodenhauptrolle unter der Regie von Dieter Laske und in Der Kriminalist unter Regie von Theresa von Eltz.
Das Theaterstück „Makembo!“ von Micki Weinberg, in der Karla Nina eine der Hauptrollen spielt feierte 2016 auf dem ID Festival im Radialsystem Berlin Premiere.
In der Serie Sløborn  spielt sie die  Rolle der Sozialarbeiterin Freja.

## Filmografie

### Kinofilme
- 2011: Am Ende der Straße
- 2011: Friedrichstraße

### Fernsehen
- 1996: Weiß wie Schnee, rot wie Blut
- 1997: Der verlorene Sohn – Die Kids von Berlin
- 2011: Jugendliebe
- 2013: Soko Leipzig – Letzter Wille
- 2016: In aller Freundschaft – Die jungen Ärzte Generationswechsel
- 2016: Der Kriminalist
- 2020–2021: Sløborn (Fernsehserie, 13 Folgen)
- 2021: Tatort: Borowski und der gute Mensch
- 2021: Zurück ans Meer (Fernsehfilm)
- seit 2022: Malibu (Fernsehreihe)
  - 2022: Camping für Anfänger
  - 2022: Ein Zelt für drei
  - 2023: Schwesterherzen
  - 2023: Küss den Frosch
  - 2023: Mein Traum, dein Traum
- 2023: Tatort: Borowski und die große Wut

### Kurzfilme (Auswahl)
- 2006: Schwärmer
- 2009: Abend teurer Abenteuer
- 2012: Skinny Love
- 2013: Georgi
- 2015: Ballerina
- 2016: Kamera Obscura

### Werbung
- 2012: Coke Zero
- 2013: Pringles, Larry Charles

### Musikvideo
- 2006: Das absolute Glück – PeterLicht

### Eigene Regiearbeiten
- 2005: The Dress, 15 min, European Filmcollege
- 2005: Counter Crush, 5 min, European Filmcollege
- 2005: Euthanasia, Musikvideo
- 2015: Schildkröten lieben Erdbeeren, Co-Regie

## Preise und Auszeichnungen
- 2014: Publikumspreis Sehsüchte Festival (Deutschland) für Am Ende der Straße von Nils Strüven
- 2015: 3. Platz Publikumspreis Grenzfilmtage Selb (Deutschland) für Asphaltblau von Tobias Fitting